# عرض الصباح (جبلة)

تعديل مصدري - تعديل

عرض الصباح محلة تابعة لقرية السرايم، التابعة لعزلة المكتب بمديرية جبلة إحدى مديريات محافظة إب في الجمهورية اليمنية، بلغ تعداد سكانها 92 حسب تعداد اليمن لعام 2004.